# Palau de Noguera
|  | Aquest article és sobre la vila d'aquest nom. Per a l'antic municipi, vegeu Palau de Noguera (antic municipi). |

La vila de Palau de Noguera, antigament Vilanova de Pallars, fou cap d'un municipi independent des de la promulgació de la Constitució de Cadis (1812) fins al 1972. Des d'aquell any pertany al terme municipal de Tremp, sempre dins de la comarca del Pallars Jussà. Aquest terme incloïa el poble de Puigcercós.
Està situada al sud de Tremp, a la riba dreta de la Noguera Pallaresa, aigües avall del cap de comarca, just a la cua del Pantà dels Terradets.
Les característiques del traçat dels carrers de Palau de Noguera permet parlar d'una primitiva disposició de vila closa, però desdibuixat amb el pas del temps pel creixement de la vila a través de l'allargassament dels seus dos ravals, que han anat fent créixer la vila cap a ponent.
Dins de la vila cal fer constar l'existència d'una capella dedicada a la Mare de Déu de la Pietat, situada a l'arrencada dels ravals, a la plaça de la vila.

## Etimologia
Palau de Noguera deu el seu nom al fet que aquí hi hagué un palau dels comtes de Pallars Jussà. La segona part del topònim és una referència al riu immediat a la població, un gual del qual era controlat des d'ella.

## Història

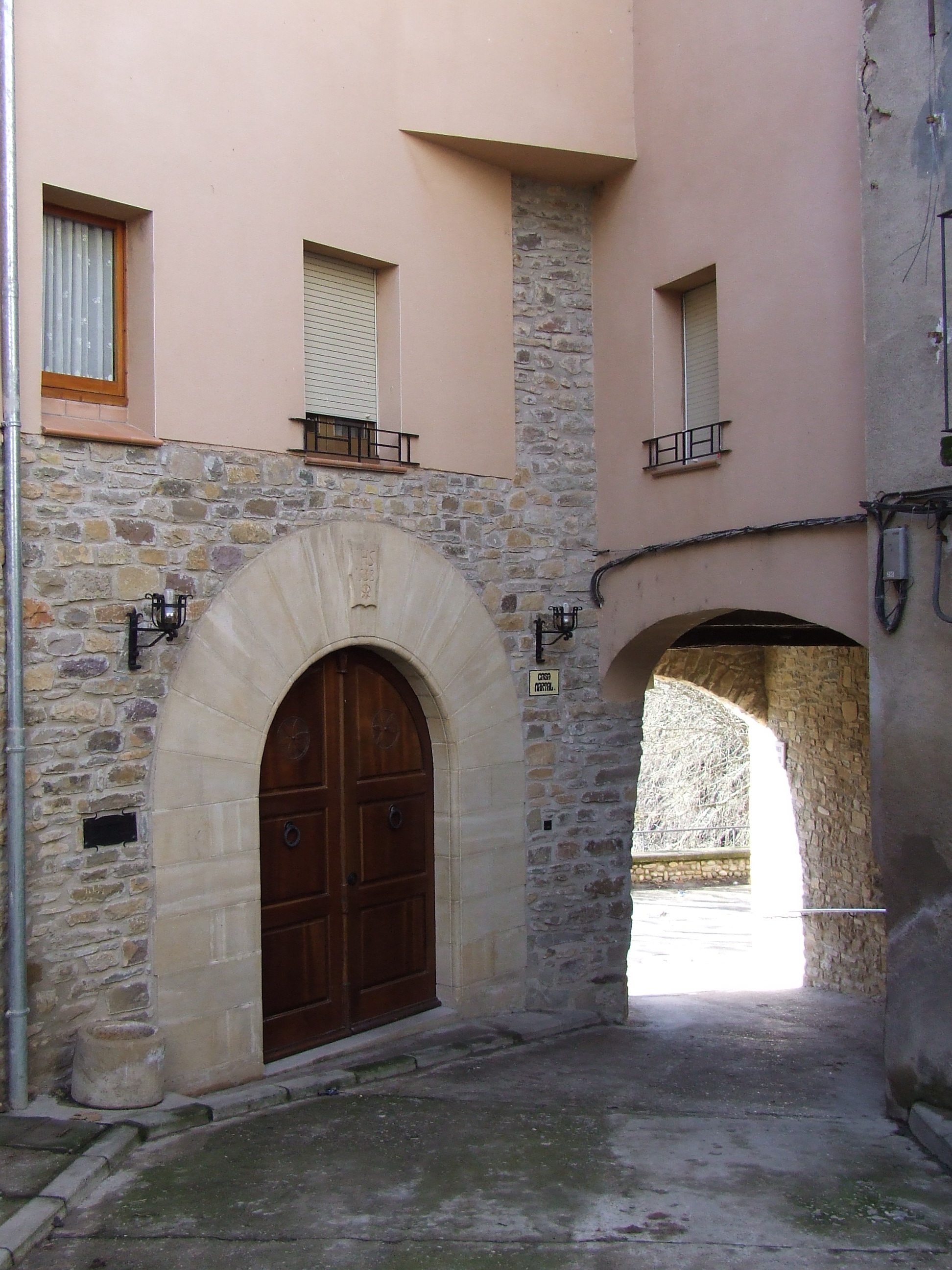
Portal a l'extrem sud del carrer Major

Esmentat des del 1100, en una donació de terres feta pel comte de Pallars Jussà Pere Ramon I a la Pabordia de Mur. Inicialment, com ha quedat dit, palau dels comtes de Pallars, el comte Arnau Mir i la seva muller Òria donaren el lloc a l'orde de l'Hospital, amb la finalitat de repoblar el lloc i tenir-ne cura. Els mateixos comtes concediren una carta pobla o carta de franqueses, per tal de facilitar el repoblament, i Palau de Noguera prengué el nom de Vilanova de Pallars.
Els hospitalers tenien la comanda de Susterris, aigües amunt de la Noguera Pallaresa, i la nova població hi quedà unida, tant civilment com religiosa. Tanmateix, la Pabordia de Mur hi tenia drets adquirits, i el comte Arnau Mir disposà, en el seu testament, que les heretats que quedessin lliures després de construir-se la nova població fossin patrimoni de Mur.
Un dels principals fets que contribuïren a fer de Palau de Noguera un lloc de vital importància en el Pallars Jussà fou el fet que des d'aquest lloc es controlava un dels passos a gual més importants damunt de la Noguera Pallaresa, per on passaven els camins que venien de la Conca Dellà i, a través d'ella, de molt més enllà.

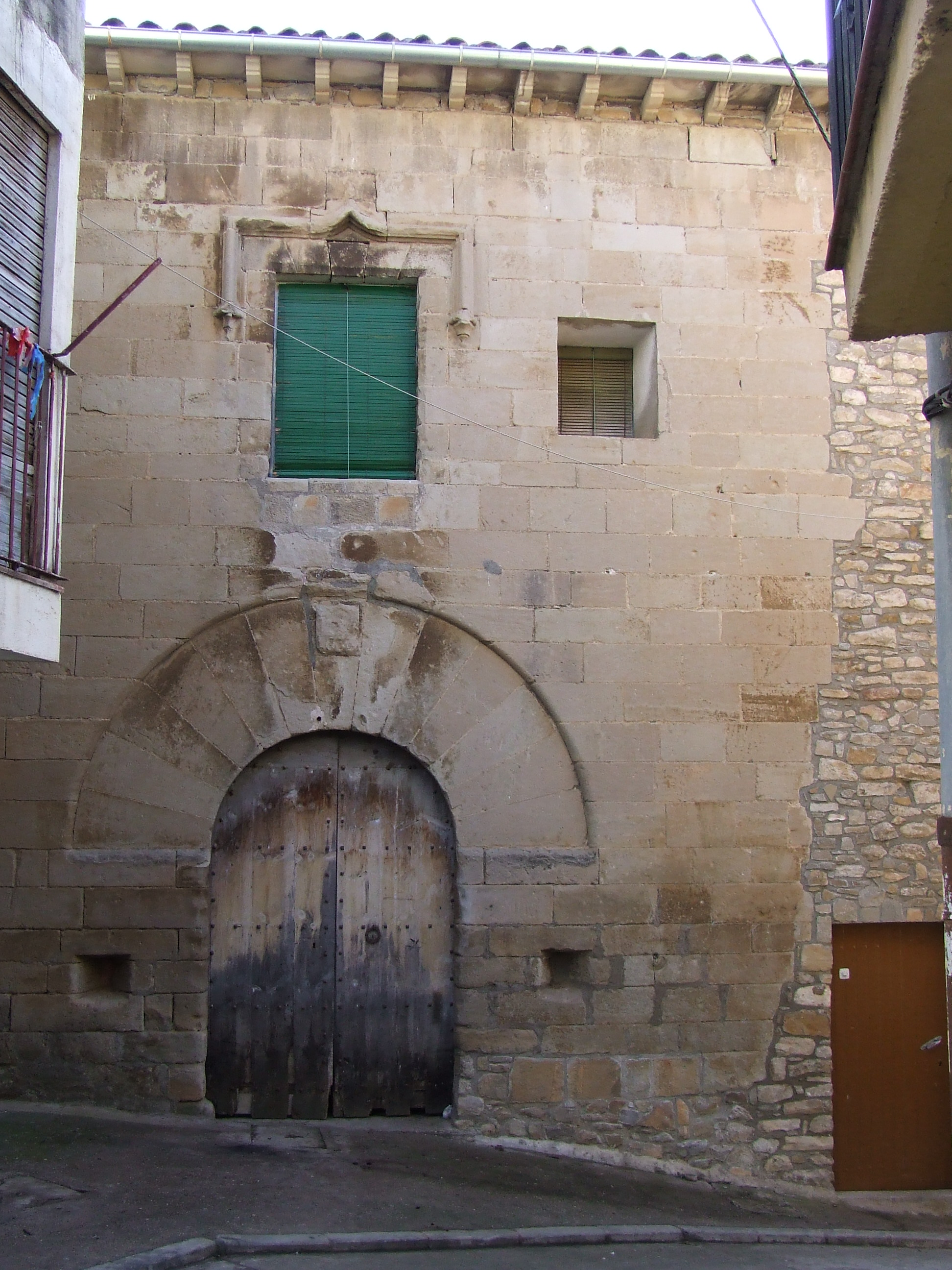
Casa senyorial del carrer del Forn

Tots aquests fets donaren ja des de l'inici un caràcter controvertit, al domini de les terres, a Palau de Noguera. Els plets foren diversos, al llarg de la història. Destaca especialment el suscitat el 1381 a partir de l'intent de venda dels llocs de Palau de Noguera i Puigcercós a Berenguer d'Abella. Els hospitalers de Susterris aconseguiren d'aturar-ne la venda, en considerar que els dos llocs pertanyien al terme de Talarn, que depenia de Susterris.
Potser per tal de fer evident el seu domini, els hospitalers van instituir un priorat del seu orde a l'església parroquial de Sant Joan Baptista de Palau de Noguera, amb el deure d'anar, els preveres de Palau de Noguera, a celebrar una missa cantada a Sant Antoni de Susterris (aleshores dedicada a Sant Joan, també), seu de la comanda pallaresa de l'orde de l'Hospital. Aquest domini dels hospitalers va perdurar fins al segle xix, amb la liquidació dels antics senyorius. Al llarg de tots aquests anys, el rei mantingué a Palau de Noguera una part de la jurisdicció i, per tant, de les rendes que s'hi generaven.
El 1378, Palau de Noguera consta amb 27 focs (uns 135 habitants), i anà augmentant amb els anys: 31 focs el 1553, 140 habitants el 1718, 204 el 1787 i 224 el 1843.
El 1845 es publicava el Diccionario geográfico... de Pascual Madoz, en el qual consten 49 cases, a Palau de Noguera. D'elles, 37 d'agrupades i 11 de disperses, amb alguns pallers, que formen dos ravals, al sud-oest i a l'oest de la vila (la casa que falta en la suma de les dues xifres anteriors no surt esmentada enlloc). Tenia escola de primeres lletres, pagada amb les aportacions de Palau de Noguera, Puigcercós, Claret i Tendrui, tot i que només consten com a assistents a les classes 15 nens de Palau. També hi ha Casa de la vila, presó i restes de la muralla. S'hi esmenten quatre capelles, a part de l'església parroquial: Sant Antoni màrtir, Santa Llúcia, Nostra Senyora del Roser i Sant Joan. Finalment, s'hi diu que Palau de Noguera compta amb 38 veïns (caps de família) i 224 ànimes (habitants).
A partir d'aquesta data, els censos inclouen Puigcercós, i s'arriba sls 623 el 1860. Després vingué el descens, inevitable, com a totes les poblacions de la comarca, pels nous signes dels temps: 330 habitants estabilitzats entre 1930 i 1970, 104 el 1981, i, finalment, 85 el 2006.

## Festes i tradicions
El patró de la parròquia és sant Joan Baptista, del qual es commemora la degollació el 29 d'agost. Per això la Festa Major és l'últim diumenge d'Agost.
Durant la festa gran de la vila dos parelles de majorals, noi i noia, una parella veterana de l'any anterior i l'altra novella, passen la Plega casa per casa del poble. A la nit es fa el ball del contrapàs on els majorals s'encarreguen d'iniciar el ball, ball tradicional d'arrels similars a altres balls conservats en altres pobles i viles catalanes.
A part de la Festa Major, se celebra també la festa de Sant Antolí, a l'ermita que té dedicada en el terme de Palau de Noguera, el 2 de setembre.